# Jocs Panafricans de 1995
Els Jocs Panafricans de 1995 van ser la sisena edició dels Jocs Panafricans i es van celebrar entre el 13 de setembre de 1995 i el 23 de setembre de 1995 a Harare, Zimbàbue.

## Desenvolupament
Sud-àfrica, que havia per fi abandonat la seva política d'apartheid, fou convidada als Jocs per primer cop.
Es va batre el rècord d'esportistes participants amb 6000 atletes. Hi va haver una controvèrsia sobre una jugadora d'handbol egípcia qui fou acusada de ser en realitat un home, mentre que l'equip egipci protestà perquè les mànigues dels vestits de les gimnastes sud-africanes eren massa provocatius.
Dels 17 esports inclosos al programa, 8 foren oberts a la participació femenina: atletisme, basquetbol, gimnàstica, handbol, natació, tennis de taula, tennis i voleibol. Els salts femenins i el netball foren finalment convertits en esports de demostració per la falta de participants.
La moçambiquesa campiona del món en 800 metres llisos Maria de Lurdes Mutola guanyà la seva especialitat a Harare.
Després de la cerimònia de clausura, la torxa fou passada a Johannesburg, Sud-àfrica, seu dels propers Jocs el 1999.

## Medaller
País amfitrió en negreta.
| Medaller dels Jocs Panafricans de 1995 | Medaller dels Jocs Panafricans de 1995 | Medaller dels Jocs Panafricans de 1995 | Medaller dels Jocs Panafricans de 1995 | Medaller dels Jocs Panafricans de 1995 | Medaller dels Jocs Panafricans de 1995 |
| -------------------------------------- | -------------------------------------- | -------------------------------------- | -------------------------------------- | -------------------------------------- | -------------------------------------- |
| Posició                                | País                                   | Or                                     | Argent                                 | Bronze                                 | Total                                  |
| 1                                      | Sud-àfrica                             | 64                                     | 51                                     | 39                                     | 154                                    |
| 2                                      | Egipte                                 | 61                                     | 43                                     | 50                                     | 154                                    |
| 3                                      | Nigèria                                | 36                                     | 31                                     | 40                                     | 107                                    |
| 4                                      | Algèria                                | 15                                     | 16                                     | 26                                     | 57                                     |
| 5                                      | Kenya                                  | 12                                     | 11                                     | 17                                     | 40                                     |
| 6                                      | Tunísia                                | 9                                      | 11                                     | 19                                     | 39                                     |
| 7                                      | Zimbàbue                               | 6                                      | 6                                      | 23                                     | 35                                     |
| 8                                      | Senegal                                | 5                                      | 4                                      | 6                                      | 15                                     |
| 9                                      | Camerun                                | 3                                      | 13                                     | 10                                     | 26                                     |
| 10                                     | Maurici                                | 3                                      | 6                                      | 9                                      | 18                                     |
| 11                                     | Madagascar                             | 2                                      | 2                                      | 5                                      | 9                                      |
| 12                                     | Gabon                                  | 2                                      | 0                                      | 6                                      | 8                                      |
| 13                                     | Etiòpia                                | 1                                      | 5                                      | 6                                      | 12                                     |
| 14                                     | Ghana                                  | 1                                      | 4                                      | 2                                      | 7                                      |
| 15                                     | Moçambic                               | 1                                      | 2                                      | 0                                      | 3                                      |
| 16                                     | Sierra Leone                           | 1                                      | 1                                      | 0                                      | 2                                      |
| 17                                     | Tanzània                               | 1                                      | 0                                      | 1                                      | 2                                      |
| 18                                     | Burundi                                | 1                                      | 0                                      | 0                                      | 1                                      |
| 19                                     | Namíbia                                | 0                                      | 4                                      | 3                                      | 7                                      |
| 20                                     | Costa d'Ivori                          | 0                                      | 4                                      | 2                                      | 6                                      |
| 21                                     | Zàmbia                                 | 0                                      | 2                                      | 2                                      | 4                                      |
| 22                                     | Lesotho                                | 0                                      | 1                                      | 2                                      | 3                                      |
| 22                                     | Seychelles                             | 0                                      | 1                                      | 2                                      | 3                                      |
| 24                                     | Burkina Faso                           | 0                                      | 1                                      | 0                                      | 1                                      |
| 24                                     | República Centreafricana               | 0                                      | 1                                      | 0                                      | 1                                      |
| 24                                     | Guinea                                 | 0                                      | 1                                      | 0                                      | 1                                      |
| 24                                     | Líbia                                  | 0                                      | 1                                      | 0                                      | 1                                      |
| 24                                     | Mali                                   | 0                                      | 1                                      | 0                                      | 1                                      |
| 29                                     | Angola                                 | 0                                      | 0                                      | 3                                      | 3                                      |
| 29                                     | Swazilàndia                            | 0                                      | 0                                      | 3                                      | 3                                      |
| 31                                     | Uganda                                 | 0                                      | 0                                      | 2                                      | 2                                      |
| 32                                     | Botswana                               | 0                                      | 0                                      | 1                                      | 1                                      |
| 32                                     | Congo                                  | 0                                      | 0                                      | 1                                      | 1                                      |
|                                        |                                        | 224                                    | 223                                    | 280                                    | 727                                    |

## Resultats

### Atletisme
El llançador de disc Adewale Olukoju i la velocista Mary Onyali esdevingueren els primers atletes a guanyar quatre medalles d'or en els Jocs. Onyali guanyà els 100 i 200 metres llisos, i juntament amb Josphat Machuka, de Kenya (5000 metres i 10000 metres), foren els únics atletes en guanyar més d'una prova.
A més, Nigèria guanyà tres de les quatre curses de relleus, els 4x400 metres masculins i femenins a més dels 4x100 metres masculins.
Foren incloses les proves femenines de 5000 metres, marató i triple salt.

### Hoquei sobre herba
- Homes: 1. Sud-àfrica, 2. Egipte, 3. Kenya, 4. Zimbàbue, 5. Nigèria, 6. Namíbia
- Dones. 1. Sud-àfrica, 2. Zimbàbue, 3. Kenya, 4. Namíbia, 5. Nigèria, 6. Ghana[1]

### Futbol
El torneig de futbol fou guanyat per Egipte, el qual fou el primer país a guanyar dos cops el campionat futbolístic dels Jocs.
| Or     | Argent   | Bronze  |
| Egipte | Zimbàbue | Nigèria |